# Helicogermslita johnstonii
Helicogermslita johnstonii är en svampart som beskrevs av L.E. Petrini 2003. Helicogermslita johnstonii ingår i släktet Helicogermslita och familjen kolkärnsvampar.   Inga underarter finns listade i Catalogue of Life.